# 谢丽尔·塞尔宁
谢丽尔·塞尔宁（荷蘭語：Cheryl Seinen，1995年8月4日—），荷蘭女子羽毛球運動員。

## 簡歷
2014年8月，谢丽尔·塞尔宁分别与克罗埃西亚的凯塔琳娜·加伦尼克以及贾斯廷·提文出戰斯洛伐克公開賽，在女双决赛以3比1（11-7、11-9、5-11、11-7）击败了赛会4号种子、波兰的马格达莱纳·维特克/阿内塔·维特科夫斯卡；而混双準決賽以2比3（5-11、7-11、11-8、11-9、4-11）不敌瑞士的奥利弗·沙勒/赛琳·伯卡特。同期8月，她出戰斯洛伐克公開賽，與克羅地亞選手凯塔琳娜·加伦尼克合作贏得女子雙打比賽冠軍。同年11月，她又在挪威國際賽，與芬蘭選手安东·凯斯提合作贏得混合雙打比賽冠軍。同年11月，她与芬兰的安东·凯斯提出战挪威國際賽，在混双决赛以2比1（21-15、17-21、21-14）击败了赛会4号种子、瑞典的菲利普·迈克尔·杜瓦尔·迈伦/埃玛·文贝里，夺得其首个国际赛的冠军。
2015年3月，谢丽尔·塞尔宁与芬兰的安东·凯斯提出战波蘭羽毛球公開賽，在混双準决赛以1比2（17-21、21-19、16-21）不敌马来西亚的陳炳順/吳柳螢。同年4月，她与盖尔·马胡利特出战荷蘭羽毛球國際賽，在女双决赛以2比0（21-14、23-21）力克队友的米凯·哈尔克马/丽莎·马莱霍洛，赢得冠军。同年8月，她与盖尔·马胡利特出战斯洛伐克羽毛球公開賽，在女双决赛以2比0（21-13、21-16）击败了斯洛文尼亚的尼卡·阿里/佩特拉·波兰克，赢得冠军。同年11月，她分别与阿丽达·陈以及芬兰的安东·凯斯提出战芬蘭羽毛球國際賽，在女双决赛以0比2（16-21、20-22）不敌瑞典的克拉拉·尼斯塔特/埃玛·文贝里，赢得亚军；而混双準决赛以1比2（19-21、21-19、20-22）不敌丹麦的克里斯托弗·克努森/埃米莉·尤尔·摩勒。
2016年1月，谢丽尔·塞尔宁分别与阿丽达·陈以及芬兰的安东·凯斯提出战冰島羽毛球國際賽，在女双準决赛以0比2（21-23、21-23）不敌英格兰的杰西卡·皮尤/莎拉·沃克；而混双决赛以2比0（22-20、21-18）击败了赛会头号种子、波兰的帕维尔·皮特里亚/阿内塔·维特科夫斯卡，赢得冠军。同年3月，她与英格兰的杰西卡·皮尤出战羅馬尼亞羽毛球國際賽，在女双决赛以2比0（21-19、21-15）击败了马来西亚的吳玥青/白燕薇，赢得冠军。同年4月，她与芬兰的安东·凯斯提出战荷蘭羽毛球國際賽，在混双準决赛以1比2（22-20、20-22、19-21）不敌赛会2号种子、英格兰的本·莱恩/杰西卡·皮尤。同年5月，她与英格兰的杰西卡·皮尤出战斯洛文尼亞羽毛球國際賽，在女双决赛以0比2（20-22、19-21）不敌赛会4号种子、英格兰的克洛伊·比尔切/莎拉·沃克，赢得亚军。同年10月，她与伊里斯·塔博林出战瑞士羽毛球國際賽，在女双决赛以2比1（13-21、22-20、21-10）力克赛会头号种子、马来西亚的阿米莉亚·艾丽西娅·安瑟利/張湄鑫，赢得冠军。同年12月，她与罗宾·塔博林出战愛爾蘭羽毛球公開賽，在混双决赛以0比2（16-21、16-21）不敌赛会5号种子、丹麦的马蒂亚斯·克里斯蒂安森/萨拉·蒂格森，赢得亚军。同期12月，她与伊里斯·塔博林出战意大利羽毛球國際賽，在女双準决赛以1比2（22-20、14-21、16-21）不敌赛会2号种子、俄罗斯的安娜斯塔西亚·切尔维亚科娃/奥尔佳·莫罗佐娃。
2017年6月，谢丽尔·塞尔宁与罗宾·塔博林出战西班牙羽毛球國際賽，在混双决赛以0比2（11-21、18-21）不敌赛会2号种子、爱尔兰的山姆·马吉/克洛伊·马吉，赢得亚军。随后8月，她參加苏格兰格拉斯哥舉行的世界羽毛球錦標賽，她和罗宾·塔博林出戰混合双打項目。首圈激战三局以1比2 （21-14、16-21、14-21）不敌英格兰的本·莱恩/杰西卡·皮尤，48强止步。同年9月，她与塞莱娜·皮克出战比利時羽毛球國際賽，在女双决赛以2比0（21-14、21-16）击败了队友的黛博拉·吉尔/埃姆克·范德阿尔，赢得冠军。同年11月，她分别与塞莱娜·皮克以及罗宾·塔博林出战蘇格蘭羽毛球大獎賽，在女双决赛以2比1（15-21、21-15、21-11）力克俄罗斯的叶卡捷琳娜·博洛托娃/艾莉娜·达夫列托娃，赢得冠军；而混双準决赛以1比2（16-21、22-20、20-22）不敌赛会4号种子、丹麦的米克尔·米克尔森/麦尔·苏罗。
2018年4月，谢丽尔·塞尔宁代表丹麦参加西班牙韦尔瓦举办的歐洲羽毛球錦標賽，与塞莱娜·皮克的女双準决赛以1比2（21-17、18-21、19-21）不敌赛会6号种子法国的埃米莉·拉菲尔/安妮·特兰，赢得欧锦赛女子双打季军。

## 主要比賽成績
只列出曾進入準決賽的國際賽事成績：
| 年份   | 賽事                     | 公開賽級別 | 項目     | 拍檔              | 成績   |
| ------ | ------------------------ | ---------- | -------- | ----------------- | ------ |
| 2013年 | 歐洲青年羽毛球錦標賽     | 其他       | 混合團體 | －                | 季軍   |
| 2014年 | 斯洛伐克羽毛球公開賽     | 未來系列賽 | 女子雙打 | 凯塔琳娜·加伦尼克 | 冠軍   |
| 2014年 | 斯洛伐克羽毛球公開賽     | 未來系列賽 | 混合雙打 | 贾斯廷·提文       | 準決賽 |
| 2014年 | 挪威羽毛球國際賽         | 國際系列賽 | 混合雙打 | 安东·凯斯提       | 冠軍   |
| 2015年 | 波蘭羽毛球公開賽         | 國際挑戰賽 | 混合雙打 | 安东·凯斯提       | 準決賽 |
| 2015年 | 荷蘭羽毛球國際賽         | 國際系列賽 | 女子雙打 | 盖尔·马胡利特     | 冠軍   |
| 2015年 | 斯洛伐克羽毛球公開賽     | 未來系列賽 | 女子雙打 | 盖尔·马胡利特     | 冠軍   |
| 2015年 | 芬蘭羽毛球國際賽         | 國際系列賽 | 女子雙打 | 阿利达·陈         | 亞軍   |
| 2015年 | 芬蘭羽毛球國際賽         | 國際系列賽 | 混合雙打 | 安东·凯斯提       | 準決賽 |
| 2016年 | 冰島羽毛球國際賽         | 國際系列賽 | 女子雙打 | 阿利达·陈         | 準決賽 |
| 2016年 | 冰島羽毛球國際賽         | 國際系列賽 | 混合雙打 | 安东·凯斯提       | 冠軍   |
| 2016年 | 羅馬尼亞羽毛球國際賽     | 國際系列賽 | 女子雙打 | 杰西卡·皮尤       | 冠軍   |
| 2016年 | 荷蘭羽毛球國際賽         | 國際系列賽 | 混合雙打 | 安东·凯斯提       | 準決賽 |
| 2016年 | 斯洛文尼亞羽毛球國際賽   | 國際系列賽 | 女子雙打 | 杰西卡·皮尤       | 準決賽 |
| 2016年 | 瑞士羽毛球國際賽         | 國際系列賽 | 女子雙打 | 伊里斯·塔博林     | 冠軍   |
| 2016年 | 愛爾蘭羽毛球公開賽       | 國際挑戰賽 | 混合雙打 | 罗宾·塔博林       | 亞軍   |
| 2016年 | 意大利羽毛球國際賽       | 國際挑戰賽 | 女子雙打 | 伊里斯·塔博林     | 準決賽 |
| 2017年 | 西班牙羽毛球國際賽       | 國際挑戰賽 | 混合雙打 | 罗宾·塔博林       | 亞軍   |
| 2017年 | 比利時羽毛球國際賽       | 國際挑戰賽 | 女子雙打 | 塞莱娜·皮克       | 冠軍   |
| 2017年 | 蘇格蘭羽毛球大獎賽       | 大獎賽     | 女子雙打 | 塞莱娜·皮克       | 冠軍   |
| 2017年 | 蘇格蘭羽毛球大獎賽       | 大獎賽     | 混合雙打 | 罗宾·塔博林       | 準決賽 |
| 2018年 | 奧爾良羽毛球大師賽       | 超級100賽  | 女子雙打 | 塞莱娜·皮克       | 準決賽 |
| 2018年 | 歐洲羽毛球錦標賽         | 其他       | 女子雙打 | 塞莱娜·皮克       | 季軍   |
| 2018年 | 荷蘭羽毛球公開賽         | 超級100賽  | 女子雙打 | 塞莱娜·皮克       | 亞軍   |
| 2018年 | 蘇格蘭羽毛球公開賽       | 超級100賽  | 女子雙打 | 塞莱娜·皮克       | 準決賽 |
| 2019年 | 泰國羽毛球大師賽         | 超級300賽  | 女子雙打 | 塞莱娜·皮克       | 準決賽 |
| 2019年 | 歐洲羽毛球混合團體錦標賽 | 其他       | 混合團體 | －                | 季軍   |
| 2019年 | 巴西羽毛球國際挑戰賽     | 國際挑戰賽 | 女子雙打 | 塞莱娜·皮克       | 準決賽 |
| 2019年 | 巴西羽毛球國際挑戰賽     | 國際挑戰賽 | 混合雙打 | 雅高·阿伦斯       | 亞軍   |
| 2019年 | 丹麥羽毛球國際賽         | 國際挑戰賽 | 女子雙打 | 塞莱娜·皮克       | 準決賽 |
| 2019年 | 歐洲運動會羽毛球比賽     | 其他       | 女子雙打 | 塞莱娜·皮克       | 金牌   |
| 2020年 | 薩洛盧羽毛球公開賽       | 超級100賽  | 女子雙打 | 黛博拉·吉爾       | 準決賽 |
| 2021年 | 全英羽毛球公開賽         | 超級1000賽 | 女子雙打 | 塞莱娜·皮克       | 準決賽 |
| 2021年 | 奧爾良羽毛球大師賽       | 超級100賽  | 女子雙打 | 塞莱娜·皮克       | 準決賽 |
| 2021年 | 歐洲羽毛球錦標賽         | 其他       | 女子雙打 | 塞莱娜·皮克       | 季軍   |
| 2021年 | 荷蘭羽毛球公開賽         | 國際挑戰賽 | 女子雙打 | 黛博拉·吉爾       | 亞軍   |
| 2021年 | 愛爾蘭羽毛球公開賽       | 國際挑戰賽 | 女子雙打 | 黛博拉·吉爾       | 冠軍   |
| 2021年 | 蘇格蘭羽毛球公開賽       | 國際挑戰賽 | 女子雙打 | 黛博拉·吉爾       | 準決賽 |
| 2022年 | 荷蘭羽毛球公開賽         | 國際挑戰賽 | 女子雙打 | 黛博拉·吉爾       | 冠軍   |
| 2023年 | 歐洲運動會羽毛球比賽     | 其他       | 女子雙打 | 黛博拉·吉爾       | 銀牌   |
| 2023年 | 荷蘭羽毛球公開賽         | 國際挑戰賽 | 女子雙打 | 黛博拉·吉爾       | 冠軍   |
| 2023年 | 古瓦哈蒂羽毛球大師賽     | 超級100賽  | 女子雙打 | 黛博拉·吉爾       | 準決賽 |
| 2024年 | 歐洲羽毛球錦標賽         | 其他       | 女子雙打 | 黛博拉·吉爾       | 季軍   |

| 2007-2017年 | 首要超級賽 | 超級賽 | 黃金大獎賽 | 大獎賽 | 國際挑戰賽 | 國際系列賽 | 未來系列賽 | 其他 |

| 2018-2026年 | 總決賽 | 超級1000賽 | 超級750賽 | 超級500賽 | 超級300賽 | 超級100賽 | 國際挑戰賽 | 國際系列賽 | 未來系列賽 | 其他 |

### 奧運會和世錦賽參賽紀錄
|          | 搭檔        | 2017 | 2018 | 2019 | 2020 | 2021 | 2022 | 2023 |
| -------- | ----------- | ---- | ---- | ---- | ---- | ---- | ---- | ---- |
| 女子雙打 | 塞莱娜·皮克 | －   | 32強 | 32強 | 8強  | －   | －   | －   |
| 女子雙打 | 黛博拉·吉尔 | －   | －   | －   | －   | －   | 32強 | 32強 |
|          |             |      |      |      |      |      |      |      |
| 混合雙打 | 罗宾·塔博林 | 64強 | 64強 | －   | －   | －   | －   | －   |

## 外部連結
- 谢丽尔·塞尔宁的Facebook專頁